# Ivoti (kommun)
Ivoti är en kommun i Brasilien.   Den ligger i delstaten Rio Grande do Sul, i den södra delen av landet, 1 600 km söder om huvudstaden Brasília. Antalet invånare är 19 877.
Följande samhällen finns i Ivoti:
- Ivoti

Runt Ivoti är det i huvudsak tätbebyggt. Runt Ivoti är det tätbefolkat, med 790 invånare per kvadratkilometer.